# Squamish (Columbia Británica)
Squamish es un municipio distrital canadiense situado en la provincia de Columbia Británica.

## Superficie
Squamish tiene una superficie de 104,71 km².

## Demografía
En 2021, tenía 23 819 habitantes, una densidad poblacional de 227,5 hab./km², y 9906 viviendas.